# Kali Brantas
Kali Brantas är ett vattendrag i Indonesien.   Det ligger i provinsen Jawa Timur, i den västra delen av landet, 600 km öster om huvudstaden Jakarta.